# Hrvatska liječnička komora
Hrvatska liječnička komora (kratica: HLK) je strukovna organizacija liječnika na području Republike Hrvatske sa svojstvom pravne osobe i javnim ovlastima. HLK u okviru svojih djelatnosti predstavlja liječnike u Hrvatskoj i inozemstvu. Članstvo u Hrvatskoj liječničkoj komori je obvezno za sve liječnike koji rade na neposrednim poslovima pružanja zdravstvene zaštite u Republici Hrvatskoj. Za sve ostale liječnike članstvo u komori je dobrovoljno.

## Povijest
Prva liječnička komora u Hrvatskoj osnovana je 1903. godine za područje Splita i okolice. Godine 1923. osnovana je prva liječnička komora za područje Hrvatske, Slavonije i Međimurja sa sjedištem u Zagrebu. Godine 1929. godine navedenoj komori je priključena i Dalmacija te od tada djeluje pod imenom Liječnička komora za Savsku Banovinu. Godine 1939. godine komora mijenja naziv u Liječnička komora Banovine Hrvatske. Između 1941. i 1945. godine komora djeluje kao Liečnička komora Nezavisne Države Hrvatske. Završetkom Drugog svjetskog rata mijenja ime u Liječnička komora Federativne Države Hrvatske, no iste godine joj se zabranjuje daljnji rad. Komora svoj rad obvalja 1995. godine na temelju odredbi Ustava Republike Hrvatske i Zakona o zdravstvenoj zaštiti pod novim imenom Hrvatska liječnička komora. Dana 27. lipnja iste godine donosi statut i započinje s aktivnim djelovanjem na području Republike Hrvatske.

## Javne ovlasti
Hrvatska liječnička komora obavlja sljedeće djelatnosti s javnim ovlastima:
1. vodi Imenik liječnika u Republici Hrvatskoj
2. daje, obnavlja i oduzima odobrenja za samostalan rad
3. obavlja stručni nadzor nad radom liječnika
4. određuje najnižu cijenu rada privatnih liječnika
5. odobrava pojedinačne cijene liječničkih usluga privatnih liječnika

Nadzor nad zakonitošću rada HLK u obavljanju njezinih javnih ovlasti provodi Ministarstvo zdravlja.

## Vanjske poveznice
- Hrvatska liječnička komora, službeno mrežno mjesto
- Liječničke novine, glasilo Hrvatske liječničke komore